# تحليل النظام البيئي الزراعي
تحليل النظام البيئي الزراعي مصطلح يشير إلى تحليل شامل لبيئة زراعية، يُؤخذ في الحسبان فيه عدة جوانب على حد سواء، من الجانب البيئي إلى الجانب الاجتماعي إلى الاقتصادي إلى السياسي، وهلم جرًّا لكن المشكلة أنه توجد جوانب عديدة يجب وضعها في الحسبان، إلى حد أنه يستحيل –حرفيًّا– تناول كل منها. وهذه المشكلة واحدة من المشكلات التي تطرأ عند محاولة إجراء تحليل لبيئة زراعية.
في ما مضى كان يمكن اللجوء إلى نهج تحليل النظام البيئي الزراعي لتحديد مدى استدامة نظام زراعي ما. لكن صار بعد ذلك واضحًا أن «استدامة» أي نظام تعتمد اعتمادًا كبيرًا على تعريف الاستدامة الذي ارتضاه الراصِد المحلِّل. من أجل ذلك يُستعمل نهج تحليل النظام البيئي الزراعي في جلب ثراء التعقُّد الحقيقي للأنظمة الزراعية إلى التحليل، لتحديد ما سيُعاد تشكيله في النظام (العموم، وبالإنجليزية: holon) بما يناسب كل حالة فردية على حدة.
يُعد تحليل النظام البيئي الزراعي أداة من أدوات الموضوع المتعدد التخصصات المعروف باسم «علم البيئة الزراعي» (إيكولوجيا الزراعة). إنّ تحليل النظام البيئي الزراعي وعلم البيئة الزراعي شيء، والزراعة المستدامة شيء آخر، على الرغم من أن استعمال تحليل النظام البيئي الزراعي قد يساعد على ضمان قابلية النظام الزراعي للبقاء والنمو. تحليل النظام البيئي الزراعي ليس شيئًا جديدًا، فالفلاحون والمزارعون يمارسونه منذ أن تحولت المجتمعات من الصيد وجمع الطعام إلى الزراعة والاستقرار في أماكن ثابتة. في كل مرة يضطلع فيها شخص مشارك في المجال الزراعي بتقييم وضعه لتحديد أنسب طريقة لجعل نظامه الزراعي يعمل على نحو يناسب مصالحه بصورة أفضل، فإنه يكون مُجريًا لتحليل نظام بيئي زراعي.

## اختلاف تحليل النظام البيئي الزراعي والزراعة المستدامة
يصعب الكلام عن تلك الاختلافات من غير اللجوء إلى مثال توضيحي. فلنفترض إذَن أننا أمام حالة مزارع تفاح تقليدي (انظر الزراعة التقليدية)، وأن هذا المزارع ربما اختار أن يعدل مزرعته بما يتوافق مع معايير الزراعة العضوية التي اعتمدتها وزارة الزراعة في الولايات المتحدة، لأنه شعر بأن المعايير الأخلاقية أو الاجتماعية تدفعه إلى ذلك وتحضه عليه، أو لأنه رأى احتمالية ازدياد ربحه، أو لأي سبب من الأسباب الأخرى. وقد قيّم هذا المزارع وضع مزرعته، وأعاد ترتيبها سعيًا منه إلى تحسينها. ربما نظر بعضهم إلى هذا المثال ثم استنتج أن مزارع التفاح اختار إنتاج التفاح العضوية لأنه أكثر استدامة بيئيًّا. فماذا إن اكتشف المزارع بعد عدة سنين أنه يواجه صعوبة في جني ربح، فقرر أن يرتد إلى زراعة التفاح التقليدية؟ أجرى المزارع تحليل نظام بيئي زراعي آخر، وتوصل إلى ترتيب جديد لمزرعته قد يراه بعضهم غير مستدام بيئيًا. هذا المثال يبين كيف أن تحليل النظام البيئي الزراعي لا يَلزم لاحتذاء شكل زراعي أكثر استدامة بيئيًّا.

## وصلات خارجية
- University of Wisconsin–Madison Agroecology Graduate Program